# Armando Benedetti
Armando Alberto Benedetti Villaneda (Barranquilla, 29 de agosto de 1967) es un comunicador social, periodista, y político colombiano. Fue concejal por Bogotá y representante a la cámara del Partido Liberal, senador y presidente del Congreso por el Partido de la U;embajador de Colombia en Venezuela entre 2022 y 2023 y embajador en la FAO durante el gobierno del presidente Gustavo Petro. Desde el 3 de marzo de 2025 es el Ministro del Interior de Colombia.

## Primeros años
Benedetti nació en la ciudad de Barranquilla, hijo del escritor y periodista Armando Benedetti Jimeno y de Genoveva Villaneda. Estudió comunicación social y periodismo, se desempeñó como coordinador de Telecaribe, trabajó para el diario El Tiempo y Noticias QAP.

## Carrera política
En sus inicios de carrera política, Benedetti fue Secretario General del Instituto Nacional de Tránsito y Transporte y además vicepresidente comercial de la Empresa Colombiana de Recursos para la Salud (Ecosalud). Fue concejal de Bogotá entre 1998 y 2000 por el partido Liberal.

### Congresista

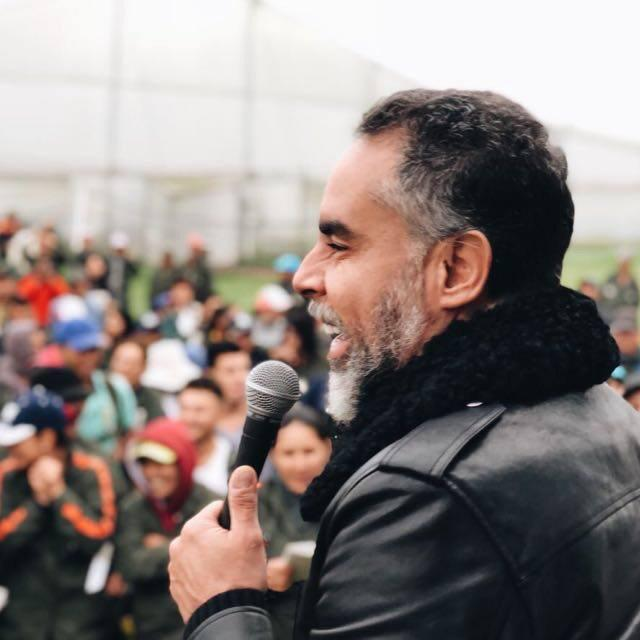
Benedetti en 2019

En las elecciones legislativas de 2002, Benedetti fue electo miembro de la Cámara de Representantes de Colombia con un total de 31.855 votos.
En las elecciones legislativas de 2006, resultó electo como senador con un total de 50.356 votos y fue electo por segunda vez como senador en las elecciones legislativas de 2010 con un total de 81.029 votos.
Armando Alberto Benedetti Villaneda se identificó por su participación en las siguientes iniciativas desde el congreso:
- Presentó proyecto de matrimonio para parejas del mismo sexo.
- Ha defendido el tema de la legalización de la eutanasia en Colombia.
- Presentó proyecto sobre el Código del Adulto Mayor.
- Sacó adelante ley que castiga la pornografía infantil
- Implementar el certificado de aptitud psicofísica para el porte y tenencia de armas de fuego.[8]
- Dictar medidas de atención y reparación integral a las víctimas de violaciones a los Derechos Humanos e infracciones al Derecho Internacional Humanitario.[9]
- Garantizar la justicia restaurativa, la verdad y la reparación del daño.[10]
- Expedir el Estatuto de Ciudadanía Juvenil.[11]
- Expedir la Ley General de Pesca y Acuicultura.[12]
- Crear el Fondo de Compensación y Equidad Regional (FCER) en Colombia.[13]
- Propuesta que los candidatos a los cargos de Presidente y Vicepresidente de la República, Gobernador de Departamento elegidos en los mismos cargos, ocuparán una curul en el Senado, Cámara de Representantes, Asamblea Departamental, respectivamente, durante el periodo para el cual se hizo la correspondiente elección.[14]
- Rendir homenaje a un ciudadano meritorio asignándole su nombre a una obra de interés público.[15]
- Adoptar medidas de seguridad en las playas (Archivado).[16]

El 20 de julio de 2010 es elegido Presidente del Congreso con una votación de 101 votos de 102 para el periodo 2010-2011, reemplazando a Javier Cáceres Leal como Presidente del Senado de la República de Colombia en 2010.
En mayo de 2022 fue noticia cuando, en el marco de una sesión ordinaria del Senado, llamó al senador Carlos Felipe Mejía como “el tipo más bruto de este Congreso”, desatando la risa de sus compañeros de bancada, así como las críticas de los senadores oficialistas.

### Pleitos jurídicos en calidad de congresista
Benedetti ha sido acusado en diferentes oportunidades por el Fiscal Néstor Humberto Martínez con quien ha tenido varias disputas públicas. Benedetti se ha defendido de las acusaciones diciendo que es un plan de Martínez para manchar su imagen.
A finales de 2017, Benedetti fue señalado por el fiscal Martínez Neira, de estar ligado al caso Odebrecht.  Benedetti a su vez denunció que Néstor Humberto Martínez fue el abogado de Corficolombiana, una de las sociedades de Luis Carlos Sarmiento, que era socia de Odebretch en el entramado de corrupción que rodea el otrosí Ocaña-Gamarra y que dio origen a todo el escándalo. Además, que Martínez Neira recibió cerca de 4 mil millones de pesos para la segunda vuelta presidencial de 2014; dineros que habrían sido entregados por Odebrecht Colombia. Estas denuncias hasta el momento no han sido rebatidas por el fiscal Néstor Humberto Martínez Neira ni por el empresario Luis Carlos Sarmiento, quien ha perdido dos tutelas en los estrados judiciales en las que pretendía obligar al senador Benedetti a retractarse.
En 2016 Benedetti tuvo una investigación preliminar por la Corte Suprema de Justicia por supuestamente recibir sobornos en el marco de un escándalo que involucra el desfalco de unos dineros que pertenecían al magisterio en el departamento de Córdoba. El Fiscal General Néstor Humberto Martínez lo acusó y le abrió una investigación por estos hechos, Benedetti negó las acusaciones y demandó a Martínez ante la ONU «por haber actuado sin competencia al desarrollar una investigación paralela e ilegal vulnerando las facultades exclusivas de la Corte Suprema de Justicia para investigar congresistas». Según Benedetti de los 40 testigos presentados en el proceso ninguno dijo nada en su contra.

## Gobierno Petro
Desde 2020 Benedetti se acercó a la coalición Pacto Histórico, donde fue el jefe de campaña de Gustavo Petro, quien resultó electo.

### Embajador de Colombia en Venezuela

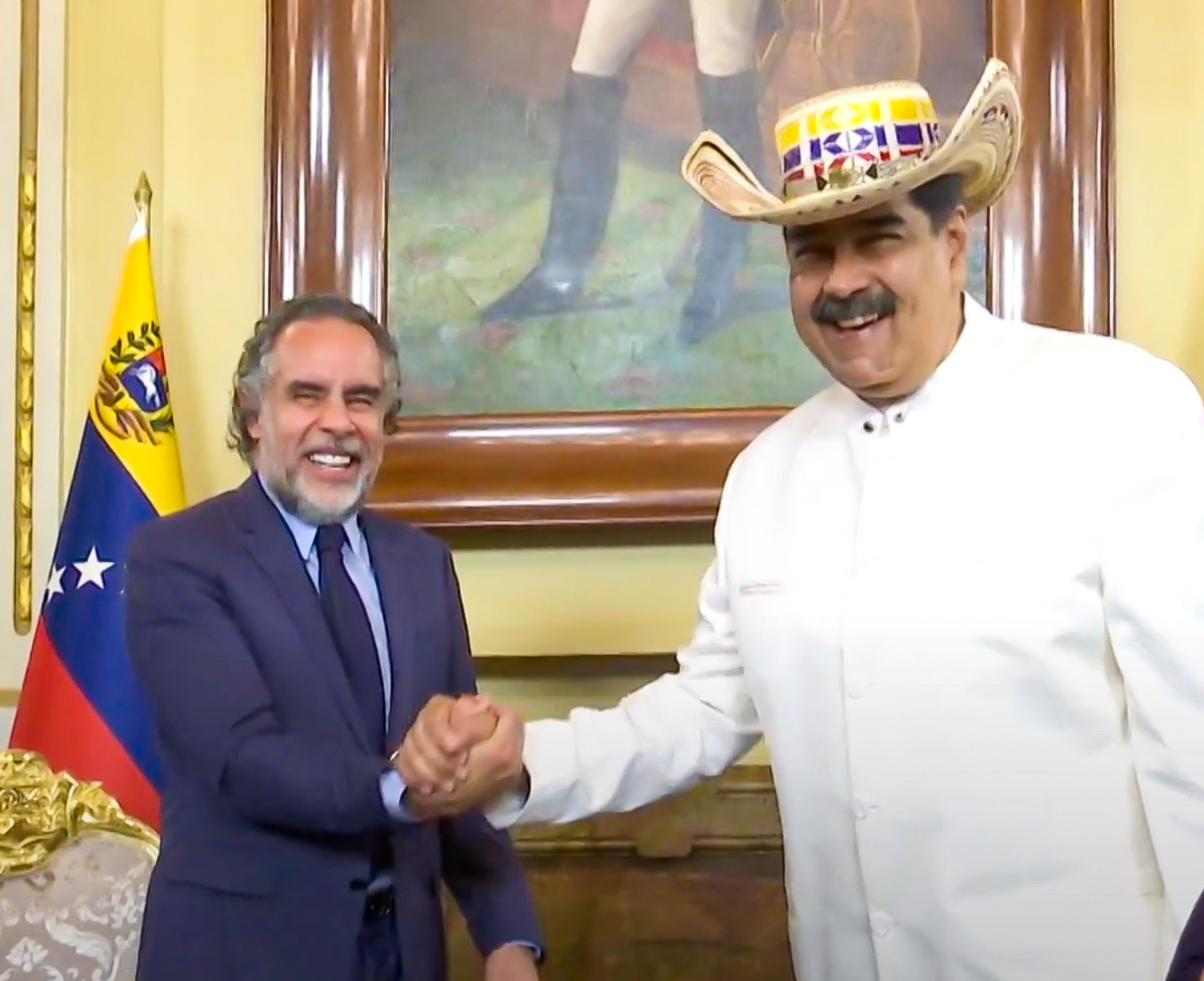
Benedetti con el presidente de Venezuela en 2022

Después de esto fue nombrado embajador de Colombia en Venezuela en 2022. En su gestión se normalizaron las relaciones diplomáticas entre Venezuela y Colombia, rotas hacía años por la administración de Iván Duque, abriéndose los pasos fronterizos y reabriéndose consulados entre ambos países.

### Caso Laura Sarabia
En mayo de 2023, inició un escándalo político desatado por Benedetti al revelarse una rivalidad que mantenía con Laura Sarabia, quien había sido su asistente y para entonces se había ganado la confianza del presidente Petro y ejercía el puesto de Jefe de Despacho Presidencial.
El 2 de junio de 2023 Gustavo Petro le solicita a Benedetti la renuncia como embajador en Venezuela debido al escándalo que provocó varios hechos, entre ellos denuncias penales de miembros de la oposición. Petro nombró a Milton Rengifo Hernández como embajador de Venezuela.
A raíz de este escándalo Petro retiró a Benedetti y a Sarabia del gobierno, aunque ambos regresaría más adelante. De forma simultánea el Gobierno de los Estados Unidos le retiró la visa diplomática por haber hecho uso indebido de esta.

### Regreso al gobierno
El regreso de Benedetti al gobierno inició con la reapertura de la embajada de Colombia ante la FAO en Roma de la cual fue nombrado titular. Durante su desempeño como embajador Benedetti protagonizaría un nuevo escándalo sucedido el 30 de junio de 2024 durante un viaje familiar a España, allí fue acusado inicialmente de un supuesto intento de agresión a su esposa Adelina Guerrero y a su suegra Adelina Covo. Sin embargo, Benedetti negó que los hechos fueran ciertos y aseguró que se encontraba en proceso de divorciarse de su esposa, la denuncia fue posteriormente retirada y la pareja desistió de su separación. Posteriormente tanto Guerrero como Covo respaldaron a Benedetti asegurando que no había ocurrido tal episodio de agresión.
En 2025, tras la renuncia al cargo de embajador de la FAO, fue nombrado como Jefe de Despacho Presidencial por breve tiempo, lo que causó malestar en varios ministros y provocó varias renuncias y cambios en el gabinete, ya que dicho cargo implicaba que los ministros deberían interactuar constantemente con Benedetti con quien, decían algunos, no sentirse cómodos. A finales de febrero de 2025 el presidente Petro anunció que Benedetti dejaría ese cargo para ser ministro del Interior.
Reconocido por su capacidad de negociación con los partidos políticos tradicionales, consiguió desbloquear en el Parlamento el proyecto de ley de reforma sanitaria. Unos días antes de llegar formalmente al cargo, cuando se desempeñaba como jefe de despacho de la Casa de Nariño, Armando Benedetti se reunió con las bancadas de representantes a la Cámara del Partido de la U, el Partido Liberal y el Partido Conservador. Allí se acordó que las tres colectividades apoyarían las reformas a cambio de una participación en el Gobierno.

## Vida personal
Benedetti ha sido abierto sobre su adicción a las drogas y al alcohol, estando en rehabilitación múltiples veces, como en los años 1995 y 2024.